# Injonction de faire en droit français
Pour un article plus général, voir Injonction de faire.
L’injonction de faire en droit français, tout comme la procédure d'injonction de payer, est une procédure judiciaire rapide et peu onéreuse qui permet à un créancier de contraindre son débiteur à honorer ses engagements. Cette procédure offre la possibilité d'obtenir une décision à l'encontre d'un professionnel ou d'un particulier pour l'obliger à exécuter en nature une obligation contractuelle. 
Sa mise en œuvre est possible s'il s'agit :
- d'une obligation née d'un contrat (existence d’un contrat),
- d'une obligation de faire : livraison de produits, remplacement d'un bien endommagé, accomplissement de travaux, exécution de travaux à la charge du locataire ou du propriétaire dans le cadre d’un bail.

Sont exclues les obligations ayant pour objet le paiement d’une somme d’argent.
Éventuellement, des dommages-intérêts peuvent être réclamés en cas d'inexécution de l'injonction de faire.

## Procédure
Elle est identique à celle de la procédure d'injonction de payer.